# 普希纳南
普希纳南是巴西帕拉伊巴州的一个市镇。总面积73.673平方公里，总人口12283人，人口密度166.7人/平方公里。